# 蒙图瓦地区塞苏瓦
蒙图瓦地区塞苏瓦（法語：Cessoy-en-Montois，法語發音：[sɛswa ɑ̃ mɔ̃twa] ⓘ）是法国塞纳-马恩省的一个市镇，属于普罗万区。

## 地理
蒙图瓦地区塞苏瓦（48°30'17"N, 3°8'47"E）面积5.26 平方千米，位于法国法蘭西島大區塞纳-马恩省，该省份为法国北部内陆省份，北起瓦兹省，西接埃松省、马恩河谷省、塞纳-圣但尼省和瓦兹河谷省，南至卢瓦雷省，东南接约讷省，东临马恩省和奥布省，东北接埃纳省。
与蒙图瓦地区塞苏瓦接壤的市镇（或旧市镇、城区）包括：蒙图瓦地区索尼奥勒、泰尼西、梅尼厄、蒙图瓦地区蒙斯。

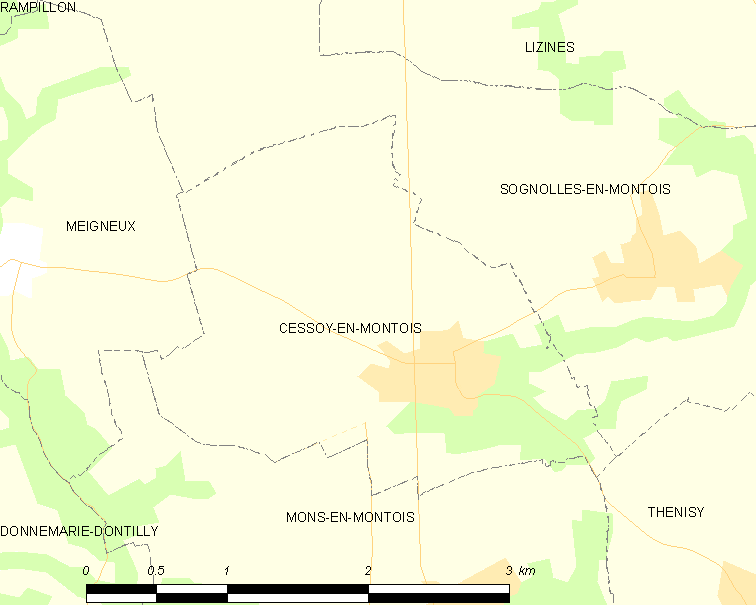
蒙图瓦地区塞苏瓦的OSM定位图

蒙图瓦地区塞苏瓦的时区为UTC+01:00、UTC+02:00（夏令时）。

## 行政
蒙图瓦地区塞苏瓦的邮政编码为77520，INSEE市镇编码为77068。

## 政治
蒙图瓦地区塞苏瓦所属的省级选区为普罗万县。

## 人口

1962-2008年间蒙图瓦地区塞苏瓦人口变化图示

蒙图瓦地区塞苏瓦于2022年1月1日时的人口数量为213人。